# Elgonina refulgens
Elgonina refulgens är en tvåvingeart som beskrevs av Munro 1957. Elgonina refulgens ingår i släktet Elgonina och familjen borrflugor.
Artens utbredningsområde är Kenya. Inga underarter finns listade i Catalogue of Life.